# Saccardoella transylvanica
Saccardoella transylvanica är en svampart som först beskrevs av Rehm, och fick sitt nu gällande namn av Augusto Napoleone Berlese. Saccardoella transylvanica ingår i släktet Saccardoella, klassen Sordariomycetes, divisionen sporsäcksvampar och riket svampar.   Inga underarter finns listade i Catalogue of Life.